# Daneș
Daneș – wieś w Rumunii, w okręgu Marusza, w gminie Daneș. W 2011 roku liczyła 2131 mieszkańców.